# آنی-ماتیلدا سربراکیان
آنی-ماتیلدا سربراکیان (ارمنی: [] Error: {{Lang}}: فاقد متن (راهنما)؛ انگلیسی: Ani-Matilda Serebrakian؛ زادهٔ ۷ فوریهٔ ۱۹۸۹ در لس آنجلس) اسکی‌باز زن در رشته اسکی‌باز آلپاین اهل ارمنستان است.